# Список умерших в 804 году

## Май
- 19 мая — Алкуин, англо-саксонский учёный, богослов и поэт, один из вдохновителей Каролингского Возрождения.

## Октябрь
- 1 октября — Рихбод, аббат Лоршского монастыря (784—804) и епископ Трира (791/792—804).

## Дата смерти неизвестна или требует уточнения
- Джованни Гальбайо, 8-й венецианский дож (787—804).
- Домналл мак Аэда Муйндейрг, король Кенел Конайлл (767—804).
- Лу Юй, китайский поэт и писатель, создатель первого письменного трактата о чае «Чайный Канон».
- Мната, второй из семи легендарных чешских князей от легендарного основателя династии Пршемысловичей Пршемысла Пахаря.